# Lång-Björsjön
Lång-Björsjön är en sjö i Åre kommun i Jämtland och ingår i Indalsälvens huvudavrinningsområde. Sjön har en area på 0,144 kvadratkilometer och ligger 590,1 meter över havet. Sjön avvattnas av vattendraget Medstuguån.

## Delavrinningsområde
Lång-Björsjön ingår i det delavrinningsområde (706005-132494) som SMHI kallar för Utloppet av Lång-Björsjön. Medelhöjden är 614 meter över havet och ytan är 1,94 kvadratkilometer. Det finns ett avrinningsområde uppströms, och räknas det in blir den ackumulerade arean 9,31 kvadratkilometer. Medstuguån som avvattnar avrinningsområdet har biflödesordning 3, vilket innebär att vattnet flödar genom totalt 3 vattendrag innan det når havet efter 379 kilometer. Avrinningsområdet består mestadels av skog (52 procent) och sankmarker (41 procent). Avrinningsområdet har 0,14 kvadratkilometer vattenytor vilket ger det en sjöprocent på 7,3 procent.